# Гомеш, Родригу
Родри́гу Ма́ртинш Го́меш (порт. Rodrigo Martins Gomes; родился 7 июля 2003) — португальский футболист, крайний защитник английского клуба «Вулверхэмптон Уондерерс».

## Клубная карьера
В основном составе «Браги» дебютировал 3 октября 2020 года в матче португальской Примейры против «Тонделы». 21 августа 2022 год забил свой первый гол за клуб в матче португальской Примейры против «Маритиму».

## Карьера в сборной
Выступал за сборные Португалии до 16, до 17, до 18 и до 19 лет.